# المجمع السكني سي
المجمع السكني سي (باليابانية: C団地، بالروماجي: C Danchi)، مسلسل أنمي تلفزيوني ياباني أصلي من إنتاج ستوديو أكاتسكي مجدول للعرض خلال عام 2022.

## القصة
تدور قصة الأنمي حول شخصية كيمي التي تسكن في مجمع سكني واطئ الكلفة يقع على أطراف مدينة كوروساكي، وما يحصل معها من حوادث مرعبة.

## الإنتاج
المسلسل التلفزيوني من إخراج  «يوجي نارا» وكتابة «أمفيبيان»، وتنفيذ ستوديو «أكاتسكي»، من المقرر عرضه خلال عام 2022.

## طالع أيضًا
- ليكوريس ريكويل (أنمي)
- فصل التجسس
- مجموعة جونجي إيتو

## روابط خارجية
- المجمع السكني سي (انمي) في شبكة أخبار الأنمي